# Баскаков, Владимир Евтихианович
Влади́мир Евтихиа́нович Баска́ков (20 июля 1921, Череповец — 13 января 1999, Москва) — советский и российский киновед, литературовед, писатель, сценарист, организатор кинопроизводства, доктор искусствоведения (1979), профессор (1981). Заслуженный работник культуры РСФСР (1971).

## Биография
Родился в Череповце Вологодской области в семье инженера. Учился на филологическом факультете Ленинградского государственного университета, окончил Московский областной педагогический институт (1952).
В июне 1942 года студентом ушёл на фронт. Был солдатом, заместителем политрука батареи, комсоргом, корреспондентом газеты 1-го механизированного корпуса. В составе этого соединения прошёл путь от лесов Калининщины до Берлина. В 1945 году вступил в ВКП(б). Работал в воинских газетах, в том числе в газете Московского военного округа «Красный воин». Демобилизован 12 декабря 1956 года в звании майора.
В 1956—1962 годах работал в аппарате ЦК КПСС — инструктором, заведующим сектором кино Отдела культуры ЦК КПСС. В 1962—1963 годах был заместителем министра культуры СССР по вопросам кино, в 1963—1973 годах — первым заместителем председателя Государственного комитета по кинематографии при Совете министров СССР. Андрей Кончаловский вспоминал о нём:

Контуженный на войне, высокий, нервный, сутулый, в кино он пришёл из ЦК. (…) Казалось бы, функционер, цепной пёс партийной идеологии, но на мне он отводил свою душу, беспартийную и даже интеллигентскую. (…) Думаю, в цековской номенклатуре он никогда не был своим, ему стоило большого труда мимикрировать под партийного бонзу. В основной массе люди из этой среды ни интеллектуальностью, ни высокой культурой не отличались. Руководить искусством приходили бывшие фронтовики, из рабочих, служащих, инженеров, но ученики Эйхенбаума среди них мне больше не попадались.
В 1973—1987 годах работал директором Всесоюзного научно-исследовательского института киноискусства, который по старой памяти до сих пор называют Баскаковским. В 1972 году защитил диссертацию на соискание учёной степени кандидата искусствоведения по теме «Борьба идей в современном зарубежном киноискусстве», в 1978 году — диссертацию на соискание учёной степени доктора искусствоведения по теме «Западный кинематограф и духовный кризис буржуазного общества».
Преподавал во ВГИКе и на ВКСР. Был членом Союза кинематографистов СССР и Союза писателей СССР.
С 1952 года выступал со статьями по вопросам литературы и искусства в журналах «Новый мир», «Октябрь», «Знамя», «Москва», «Искусство кино». Автор монографий, посвящённых отечественному и зарубежному кино, таких как «Спор продолжается» (1968), «Кино и время» (1974), «Борьба идей в мировом кинематографе» (1974), «Противоречивый экран» (1980), «В ритме времени» (1983), «Московский международный кинофестиваль» (1985), «Агрессивный экран Запада» (1986), «Фильм — движение эпохи» (1989), предисловий к сборникам о Лукино Висконти, Микеланджело Антониони.
Автор повестей о Великой Отечественной войне, объединённых в сборники «Кружок на карте» (1970) и «Танкисты» (1987). По некоторым из них поставлены фильмы «Корпус генерала Шубникова» (1980) и «Ворота в небо» (1983). По сценариям Баскакова сняты документальные фильмы «Маршал Рокоссовский. Жизнь и время» (1987, с В. Архангельским), «Повесть о маршале Коневе» (1988, с К. Цветковым), «Солдаты» (1989). Он также был одним из авторов «Всероссийской Книги Памяти. 1941—1945» (1995).
Муж актрисы Юлии Стефановны Диоши.
Умер 13 января 1999 года. Похоронен на Ваганьковском кладбище.

## Награды
- 22.12.1942 — Медаль «За оборону Ленинграда»
- 08.08.1944 — Медаль «За боевые заслуги»
- 05.03.1945 — Орден Красной Звезды
- 09.05.1945 — Медаль «За победу над Германией в Великой Отечественной войне 1941—1945 гг.»
- 09.06.1945 — Медаль «За освобождение Варшавы»
- 09.06.1945 — Медаль «За взятие Берлина»
- 20.04.1953 — Медаль «За боевые заслуги»
- 01.08.1986 — Орден Отечественной войны II степени